# Rue Daumier
La rue Daumier est une voie du 16e arrondissement de Paris, en France.

## Situation et accès
La rue Daumier est une voie publique située dans le 16e arrondissement de Paris dans le quartier Auteuil Sud. Elle débute au 179, boulevard Murat et se termine au 3, rue Claude-Terrasse.

## Origine du nom

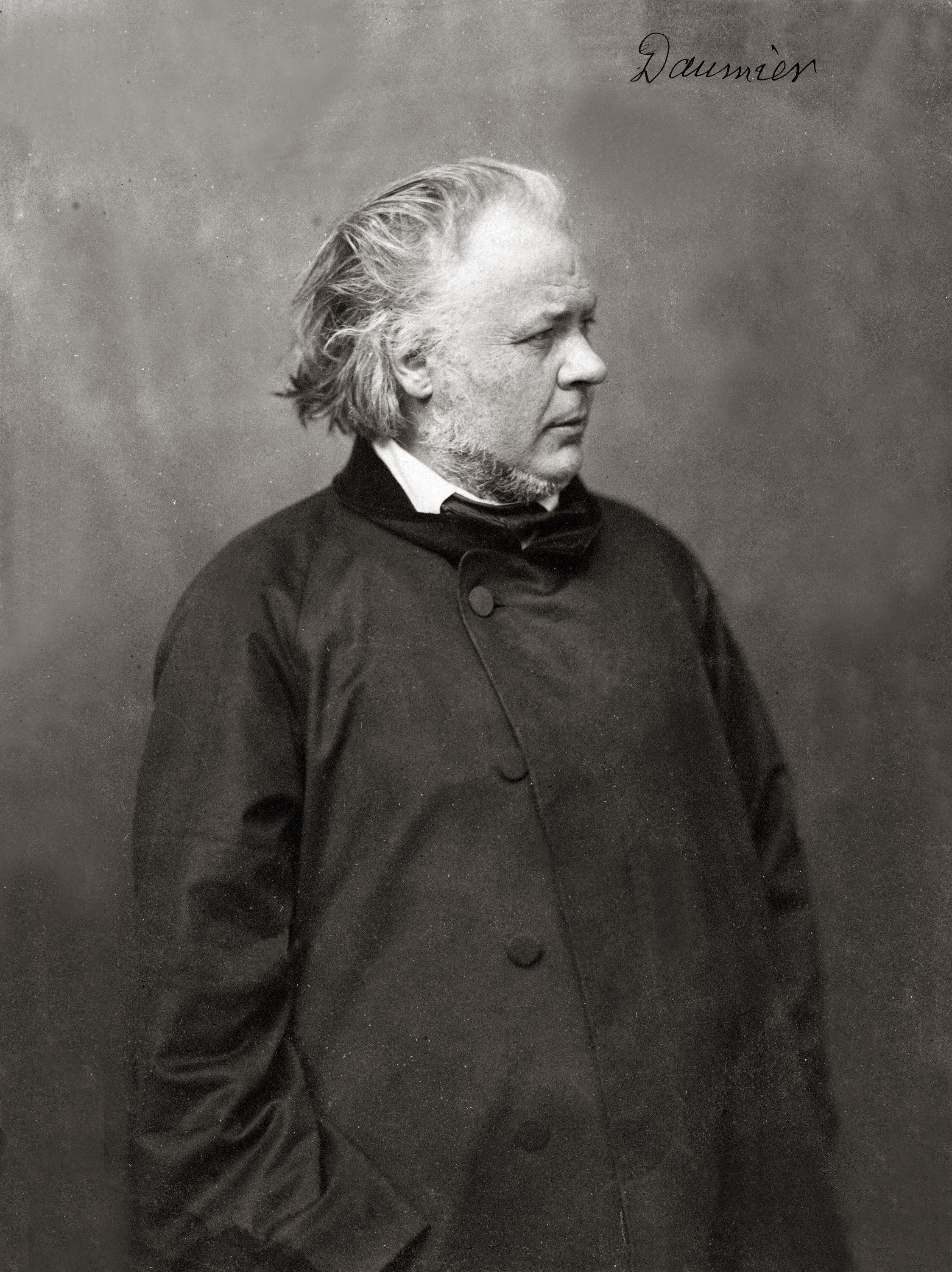
Honoré Daumier.

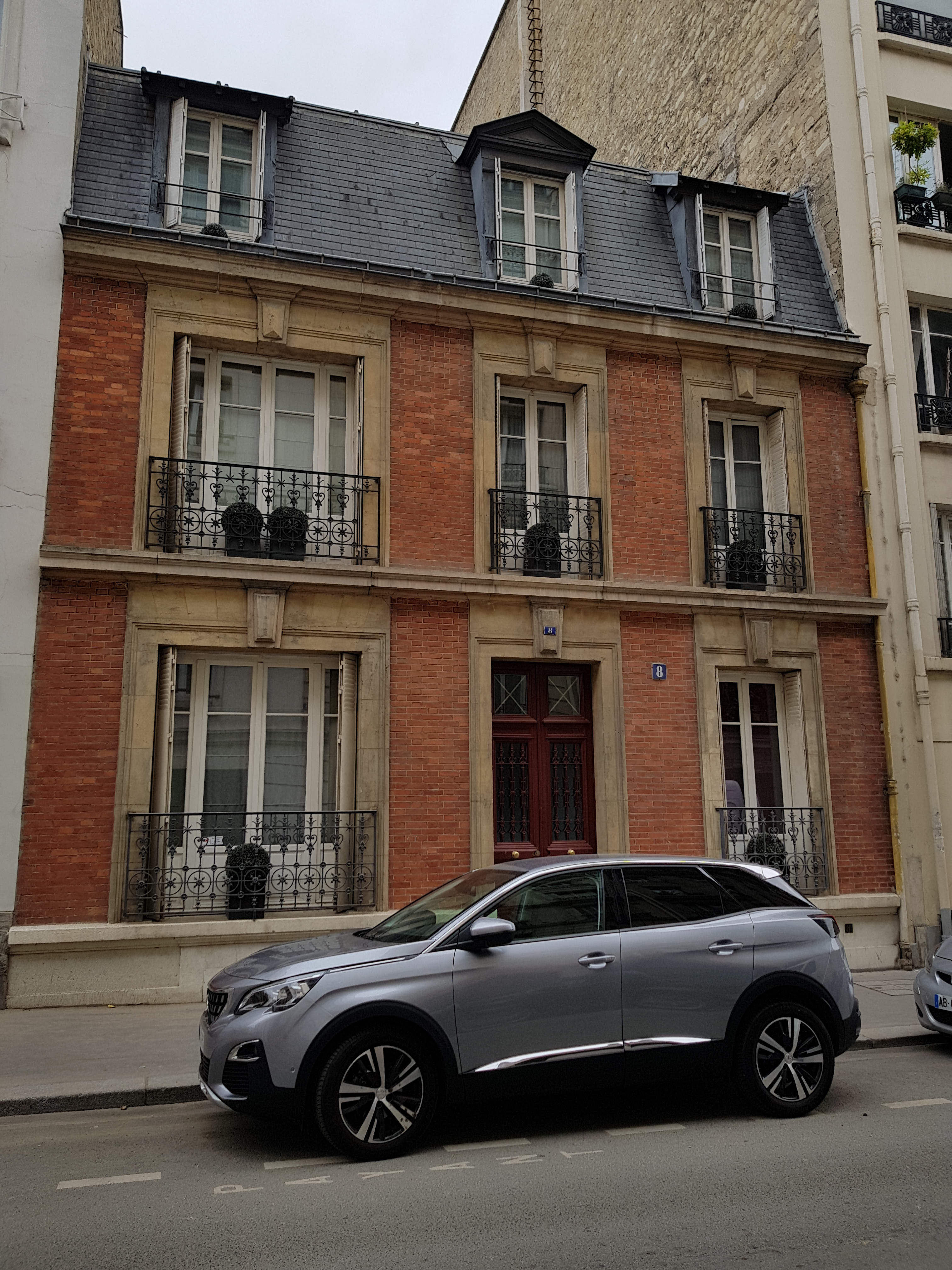
No 8.

Elle porte le nom du dessinateur satirique français Honoré Daumier (1808-1879).

## Historique
Cette voie, ouverte par un décret du 23 septembre 1880, prend sa dénomination actuelle en vertu d'un arrêté du 27 février 1886.
Le 3 septembre 1943, sous l'Occupation, le sud-ouest de la capitale est la cible de bombardements de l’aviation anglo-américaine. Une cité ouvrière, dans la rue, est complètement détruite.

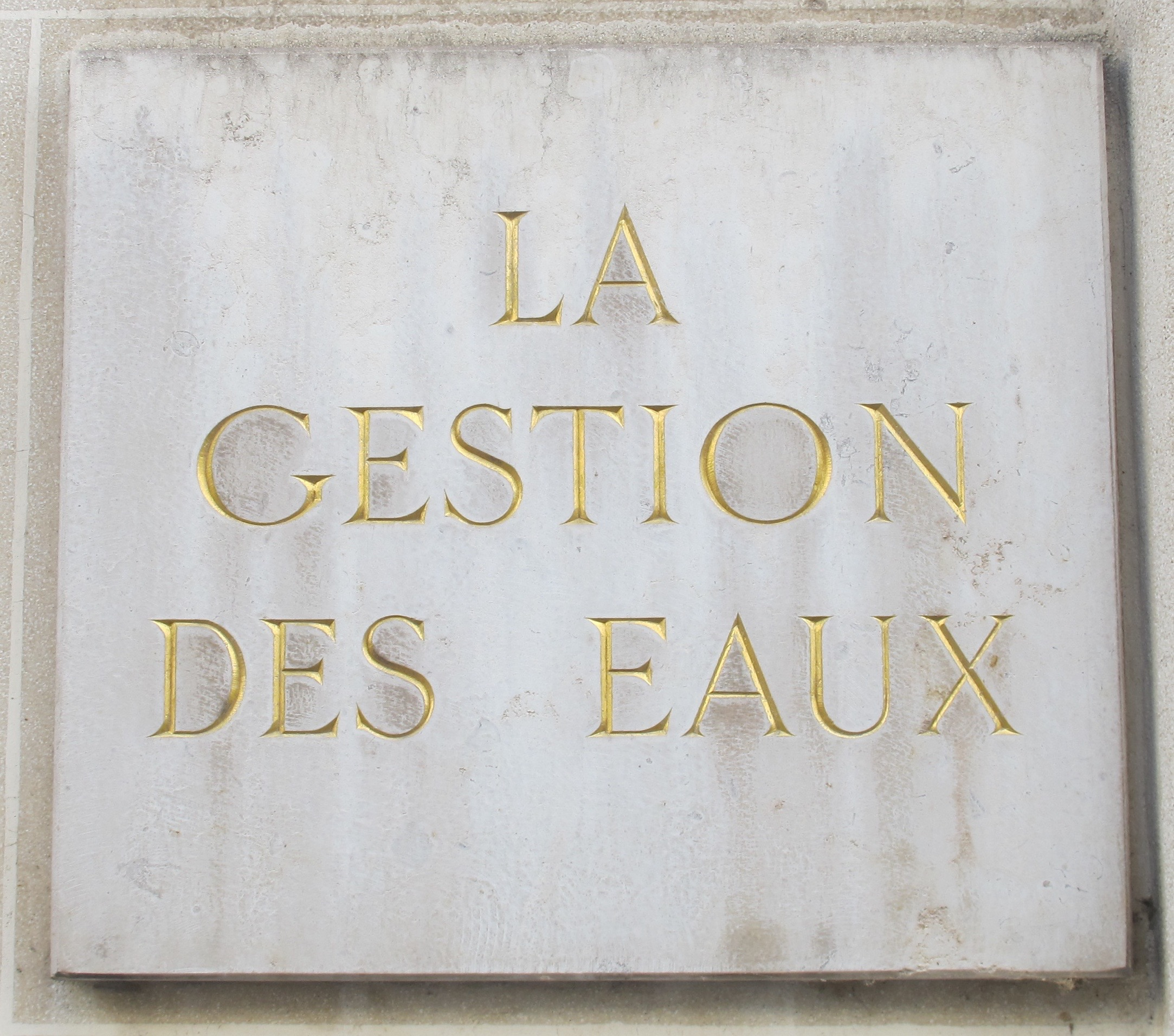
Plaque de la Gestion des eaux au no 9.